# Sherab Gyatso
Pour les articles homonymes, voir Gyatso.
Ne doit pas être confondu avec Go Sherab Gyatso.
Sherab Gyatso (tib. ཤེས་རབ་རྒྱ་མཚོ་།; Wylie: shes rab rgya mtsho, pinyin tibétain : Xêrab Gyaco ;  chinois : 喜饶嘉措) né en 1884 dans l'Amdo, en Chine impériale, dans l'actuel Xian autonome salar de Xunhua, puis étudia dès l'âge de 7 ans dans la Préfecture de Haidong de la province de Qinghai, et mort le 1er novembre 1968).

## Biographie
Il arrive, pendant l'hiver 1904 à Lhassa.
En 1936, il part en Inde, à Hong Kong, puis à Shanghai.
Au printemps 1937, il arrive à Nanjing, alors capitale de la République de Chine, où il est reçu par Tchang Kaï-chek (Jiang Jieshi, 蒋介石) et Lin Shen (林森), principaux dirigeants du Guomindang. À l'école centrale et l'école bouddhique de Shanghai, il produit de nombreux rapports culturels sur les préceptes du grand maître Tsongkhapa, l'histoire des Gelugpa. Pendant cette période, Yang Zhifu (杨质夫), est chargé de la traduction. Il enseigne à l'université et reçoit des éloges.
En 1937, il adhère au Guomindang, il est nommé conseiller aux affaires politiques de la République (国民参政会参政员).
Après que la guerre sino-japonaise a commencé, en 1939, Sherab Gyatso part pour le Gansu, voisin du Qinghai. Il sera actif dans la propagande anti-japonaise.
En 1941, la situation politique change au Tibet. Taktra Rinpoché remplace Reting Rinpoché à la régence du gouvernement tibétain.
En 1942, il participe à la troisième assemblée des affaires politiques de la République du Guomindang.
En 1943, Jiang Jieshi envoie Sherab Gyatso à Lhasa, dans l'intention de donner une bonne impression au Grand temple, sur le gouvernement nationaliste. Mais après un conseil de guerre, seul Sherab Gyatso sera autorisé à rentré au Tibet. Ses 50 compagnons seront contraints de rester à la frontière Nord, dans le xian de Nagchu.
En 1945, il assumera le poste de conseillé de l'assemblée général de la République.
Sherab Gyatso a occupé plusieurs fonctions politiques sous la direction du Parti communiste chinois.
Avec le musulman Ma-Dza-U, il fut nommé vices-gouverneur de Xining, et rencontra à ce titre en 1950 Thupten Jigme Norbu, frère aîné du dalaï-lama et abbé de Kumbum qui venait de démissionner. Quand ce dernier lui reprocha d'avoir trahi les siens, Geshe Sherab Gyatso expliqua qu'il était prudent de s'arranger à temps avec les nouveaux dirigeants, car aucun recours n'était possible contre leur puissance, et qu'il convenait de collaborer pour éviter le pire.
Pendant la révolution culturelle, en 1968, il a été emprisonné, torturé et assassiné par les Chinois, accusé d'avoir défendu la liberté d'expression.